# African Ethnographic Studies of the 20th Century
African Ethnographic Studies of the 20th Century (Afrikanische ethnographische Studien des 20. Jahrhunderts) ist eine englischsprachige Buchreihe mit Neuauflagen wichtiger Werke der Afrikanistik.
Das International African Institute (Internationales Afrikanische Institut) und der Verlag Routledge haben Werke neu aufgelegt, die ursprünglich zwischen 1931 und 1988 in Zusammenarbeit mit dem International African Institute veröffentlicht wurden. Viele dieser wiederveröffentlichten Bände, die außerhalb einiger weniger wichtiger Bibliotheken nicht erhältlich sind, standen dem Verlag Routledge zufolge „an der Spitze einer Revolution der Feldforschung und Ethnographie in der afrikanischen Anthropologie. Diese Revolution beinhaltete die Produktion einer umfangreichen, auf Feldforschung basierenden ethnographischen Dokumentation über die Kulturen der verschiedenen Gesellschaften in Afrika.“
Die Reihe umfasst 79 Bände:

## Bände
- 1. Pierre Alexandre (Hrsg.): French Perspectives in African Studies: a collection of translated essays (Inhaltsübersicht)
- 2. Samir Amin: Modern Migrations in Western Africa
- 3. Hugh Ashton: The Basuto
- 4. C. G. Baëta: Christianity in Tropical Africa
- 5. Michael Banton: West African City
- 6. B. Bernardi: The Mugwe
- 7. Daniel Biebuyck (Hrsg.) : African Agrarian Systems
- 8. Paul Bohannan: Justice and Judgement among the Tiv
- 9. E. W. Bovill: Caravans of the Old Sahara
- 10. R. E. Bradbury: Benin Studies
- 11. G. Gordon Brown und A. McD. Bruce Hutt: Anthropology in Action
- 12. K. A. Busia: The Position of the Chief in the Modern Political system of Ashanti
- 13. Ann Patricia Caplan: Choice and Constraint in a Swahili Community
- 14. A. W. Cardinall: Tales Told in Togoland
- 15. Gladwyn Murray Childs: Umbundu Kinship and Character
- 16. Hans Cory: Sukuma Law and Custom
- 17. Hans Cory und M. M. Hartnoll: Customary Law of the Haya Tribe
- 18. J. R. Crawford: Witchcraft and Sorcery in Rhodesia
- 19. Robert Delavignette: Freedom and Authority in French West Africa
- 20. Dora Earthy: Valenge Women
- 21. May M. Edel: The Chiga of Western Uganda
- 22. Adrian Edwards: The Ovimbundu under Two Sovereignties
- 23. Daryll Forde: Marriage and the Family among the Yako in South-Eastern Nigeria
- 24. Daryll Forde: Yakö Studies
- 25. Daryll Forde: Efik Traders of Old Calabar
- 26. Daryll Forde und P. M. Kaberry (Hrsg.) : West African Kingdoms in the Nineteenth *Century
- 27. Meyer Fortes: The Dynamics of Clanship among the Tallensi
- 28. Meyer Fortes: The Web of Kinship among the Tallensi
- 29. Merran Fraenkel: Tribe and Class in Monrovia
- 30. Max Gluckman (Hrsg.): Ideas and Procedures in African Customary Law
- 31. Jack Goody: The Social Organisation of the Lo Wiili
- 32. Jack Goody: Changing social structure in Ghana
- 33. Jack Goody: Technology and Tradition and the State of Africa
- 34. Robert F. Gray: The Sonjo of Tanganyika
- 35. Alan Harwood: Witchcraft, Sorcery and Social Categories among the Safwa
- 36. C. Edward Hopen: The Pastoral Fulbe family in Gwandu
- 37. P. P. Howell: A Manual of Nuer Law
- 38. A. H. M. Kirk-Greene: Adamawa Past and Present
- 39. E. Jensen Krige: The Realm of a Rain Queen
- 40. Hilda Kuper: An African Aristocracy
- 41. H. E. Lambert: Kikuyu Social and Political Institutions
- 42. Robin Law: The Horse in West African History
- 43. Rowena M. Lawson: The Changing Economy of the Lower Volta 1954-67
- 44. P. C. Lloyd: The New Elites of Tropical Africa
- 45. D. W. Malcolm: Sukumaland
- 46. Jacques J. Maquet: The Premise of Inequality in Ruanda
- 47. Claude Meillassoux: The Development of Indigenous Trade and Markets in West Africa
- 48. Théodore Monod: Pastoralism in Tropical Africa
- 49. S. F. Nadel: A Black Byzantium
- 50. S. F. Nadel: Nupe Religion
- 51. L. F. Nalder: A Tribal Survey of Mongalla Province
- 52. G. St. J. Orde-Browne: The African Labourer
- 53. David Parkin: Town and Country in Central and Eastern Africa
- 54. B. A. Pauw: Religion in a Tswana Chiefdom
- 55. Arthur Phillips: Survey of African Marriage and Family Life
- 56. Valdo Pons: Stanleyville
- 57. Michael S. Sadler (Hrsg.): Arts of West Africa
- 58. Lamin O. Sanneh: The Jakhanke
- 59. William A. Shack: The Gurage
- 60. M. G. Smith: Government in Zazzau, 1800-1950
- 61. Aidan Southall (Hrsg.) : Social Change in Modern Africa
- 62. Hugh A. Stayt: The Bavenda
- 63. Bronislaw Stefaniszyn: Social and Ritual Life of the Ambo of Northern Rhodesia
- 64. Bengt G. M. Sundkler: Bantu Prophets in South Africa
- 65. David Tait: The Konkomba of Northern Ghana
- 66. Richard Thurnwald: Economics in Primitive Communities
- 67. Hugh Tracey: Chopi Musicians: their music, poetry and instruments
- 68. V. W. Turner: The Drums of Affliction
- 69. Jan Vansina: The Historian in Tropical Africa
- 70. Jan Vansina: The Tio Kingdom of the Middle Kongo 1880-1892
- 71. Günter Wagner: The Bantu of North Kavirondo, Bd. 1
- 72. Günter Wagner: The Bantu of North Kavirondo, Bd. 2
- 73. A. K. H. Weinrich: African Farmers in Rhodesia
- 74. Diedrich Westermann: The African Today
- 75. Monica H. Wilson: Good Company
- 76. Monica H. Wilson: Rituals of Kinship among the Nyakyusa
- 77. Monica H. Wilson: Communal Rituals of the Nyakyusa
- 78. Monica H. Wilson: For Men and Elders
- 79. R. L. Wishlade: Sectarianism in Southern Nyasaland